# 何祥友
何祥友，MBE（Ho Cheng Yau，1933年—2016年），廣東中山人，香港足球運動員，是香港歷來第一位獲頒MBE勛章的足球運動員，曾是香港足球代表隊隊長。1950年代尾與姚卓然、黃志強及莫振華合稱「南華四條煙」。

## 生平
何祥友從小喜愛踢足球，16歲開始參與小型球活動，出身於星島，1950年開始效力於乙組隊，踢了兩屆後獲提升上甲組。
1954年，何祥友「上山」加盟南華，開始踏入足球事業高峰，起初與姚卓然、莫振華合稱「南華三條煙」。
之後，再加上1957年加盟南華的黃志強，改稱「南華四條煙」，瘋靡萬千球迷。直至1960年姚卓然離隊，「四條煙」組合只維持了三年便告拆夥。何祥友則一直效力南華，直至1968-69年度球季結束後掛靴，改行從事船員工作。
何祥友於1956年當選《德臣西報》主辦的第三屆全港最佳足球明星。
1972年，何祥友獲英女皇頒授大英帝國員佐勛章(MBE)，成為香港歷來第一位獲此榮譽的足球運動員。

## 國際賽
跟1950年-1960年代許多香港球星均選擇代表中華民國不同，何祥友是當年少數代表香港隊踢國際賽的一線球星，為香港隊參加過亞運會足球賽與亞洲盃足球賽等賽事。
香港於1956年主辦第一屆亞洲盃足球賽，何祥友協助香港隊，獲得季軍。
1958年，何祥友以隊長身份，帶領香港隊殺入亞運會足球賽八強，於半準決賽不敵印度出局。

## 個人榮譽
- 大英帝國員佐勛章，MBE (1972)
- 全港最佳足球明星 一次(1956)
- 亞洲盃決賽週「最佳十一人」(1964)

## 外部連結
- 南華體育會足球隊歷史